# Jesi
Jesi is een gemeente in de Italiaanse provincie Ancona in de regio Marche en telt 40.554 inwoners (30 april 2013). Jesi ligt in het dal van de Esino. Jesi vormde enige eeuwen de hoofdplaats van een kleine stadstaat. Het is zetel van de bisschop van Jesi. In het plaatselijke museum bevinden zich schilderijen van de Venetiaanse schilder Lorenzo Lotto. Jesi is ook bekend om zijn witte wijn, de Verdicchio dei Castelli di Jesi, die nog vaak in een amfora-achtige fles wordt gebotteld.

## Sport
Jesi was twee keer aankomstplaats van een etappe in de wielerkoers Ronde van Italië. In 1985 won er de Italiaan Orlando Maini en in 2022 de Eritreeër Biniam Girmay. Girmay was op dat moment de eerste zwarte ritwinnaar in een grote ronde.

## Bekende inwoners van Jesi

### Geboren
- Frederik II van het Heilige Roomse Rijk (1194-1250), koning en keizer
- Crescentius van Jesi (?-±1263), franciscaner generaal-overste
- Giovanni Battista Pergolesi (1710-1736), componist
- Roberto Mancini (1964), voetbalcoach
- Daniele Caimmi (1972), atleet
- Valentina Vezzali (1974), schermster (floret)
- Michele Scarponi (1979-2017), wielrenner
- Elisa Di Francisca (1982), schermster (floret)